# エーリヒ・フォン・チェルマク

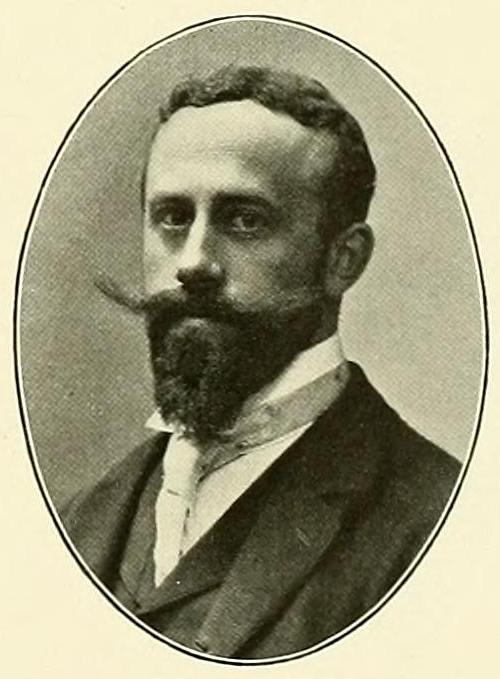
エーリヒ・フォン・チェルマク

エーリヒ・フォン・チェルマク（Erich von Tschermak-Seysenegg、1871年11月15日 - 1962年10月11日）は、オーストリア、ウィーン出身の農学者（遺伝、育種）である。日本語では名をエーリッヒ、姓をチェルマックなどと表記する場合もある。初期は園芸品種の改良に関心を示した。
フライブルクの農場で従事し、病害に強い品種の開発を行い、その中には交雑種を含むムギの品種改良が含まれている。
1896年に学位を取得する。1900年、オーストリアの国営農場でエンドウの交配実験を行い、チェルマクはユーゴー・ド・フリース、カール・エーリヒ・コレンスと並び、グレゴール・ヨハン・メンデルが1860年に発表したメンデルの法則を再発見した人物とされ、1906年にはウィーン農科大学の教授を務めた。1938年コテニウス・メダル受賞。

## 家族
父はチェルマク閃石の由来となった鉱物学者のグスタフ・チェルマク（Gustav Tschermak von Seysenegg）、母方の祖父は学生時代のグレゴール・ヨハン・メンデルに植物学を教授した植物学者のエドゥアルト・フェンツル（Eduard Fenzl）である。